# واغارشاک جرباشیان
واغارشاک هاکوبی جرباشیان (ارمنی: Վաղարշակ Հակոբի Ջրբաշյան؛ زادهٔ ۲۷ ژوئیهٔ ۱۹۲۹ - درگذشته ۱۷ مارس ۲۰۰۰) یک فیزیک‌دان و استاد اهل ارمنستان بود.

## زندگی‌نامه
در ۲۷ ژوئیهٔ ۱۹۲۹ در ایروان به دنیا آمد و از دانشگاه دولتی ایروان فارغ‌التحصیل شد. وی عضو فرهنگستان ملی علوم ارمنستان بود.  وی در ۱۷ مارس ۲۰۰۰ در سن ۷۰ سالگی در ایروان درگذشت.

## یادداشت
1. ↑  ֆիզիկամաթեմատիկական գիտությունների դոկտոր
2. ↑  ճառագայթման տեսություն